# Locomotora Sar
La locomotora Sar, conocida popularmente como Sarita, es una locomotora de vapor fabricada en Leeds por la Hunslet Engine Company en 1880. Fue adquirida en 1886 por John Trulock para dar servicio a la primera línea de ferrocarril en Galicia, entre Santiago de Compostela y Villagarcía de Arosa.

## Descripción
Es una pequeña locomotora de vapor con una disposición de ejes 030, es decir, tres ejes motores. Lleva el tanque de agua en la parte superior de la caldera y tiene un peso de 16.610 kg, una potencia de 211 CV y un esfuerzo de tracción de 2.409 kg.

## Historia
Fue fabricada en 1880 en Leeds por la Hunslet Engine Company, con el número de fábrica 243. Destinada a la Companhia dos Caminhos de Ferro Portugueses da Beira Alta, concretamente para el ramal de Figueira da Foz, en 1886 la máquina fue adquirida por la West Galicia Railway Company, asignándole el número 13 y nombrándola Sar, como el río que discurre junto a la línea férrea. John Trulock, gerente de la empresa ferroviaria, envió a un maquinista llamado Francisco Porto Codesido a Londres durante dos años para aprender a manejar la máquina.
En 1928, la Compañía del Ferrocarril de Medina a Zamora y de Ourense a Vigo adquirió a la West Galicia, pero no rematriculó la máquina. Cuando MZOV se integró en la Compañía Nacional de los Ferrocarriles del Oeste, en 1931, la locomotora recibió el número 191.
Junto a otras 23 máquinas, iba a ser desguazada tras una subasta prevista para el 15 de julio de 1936, pero debido al golpe de Estado, no llegó a ocurrir. Tras la guerra civil española se reparó y se integró en RENFE debido a la escasez de locomotoras, se le asignó su matrícula definitiva 030-0201 y se incorporó a los talleres de Vigo.
En 1948 participó en la exposición conmemorativa del centenario del ferrocarril en España celebrada en Barcelona. En la década de 1950 trabajó en los talleres generales de Valladolid pero en 1961 fue asignada de nuevo al depósito de Vigo, hasta que se dio de baja en 1966. Se exhibió en la Feria-Exposición Agrícola e Industrial de Villagarcía de 1969.
En la década de 1980 fue trasladada a Madrid para formar parte de los fondos del Museo del Ferrocarril de Madrid, inaugurado en 1984 en la estación histórica de Delicias. En 1990, la Fundación de los Ferrocarriles Españoles la cedió a la Fundación Camilo José Cela en Iria Flavia, Padrón. La Junta de Galicia restauró la locomotora en 2023, tras años en mal estado de conservación, coincidiendo con el 150 aniversario del ferrocarril en Galicia.